# Van Helsing (serial)
Van Helsing este un serial TV americano-canadian dramatic de fantezie întunecată de groază care a avut premiera la 23 septembrie 2016 pe canalul Syfy în Statele Unite. Kelly Overton interpretează rolul titular al serialului care a fost inspirat de o serie de romane grafice Zenescope Entertainment, serie de romane denumită Helsing. În decembrie 2018, Syfy a reînnoit seria cu un al patrulea sezon format din 13 episoade.

## Prezentare
Seria are loc în viitorul apropiat, când vampirii s-au ridicat din umbră și au preluat controlul. Vanessa Van Helsing, descendentă a lui Abraham Van Helsing, se trezește, după presupusa ei moarte, dintr-o comă de trei ani într-o lume post-apocaliptică. Ea este ultima speranță a omenirii, deoarece compoziția ei unică de sânge îi dă posibilitatea de a transforma vampirii în oameni. Cu această armă secretă, Vanessa devine o țintă primordială a vampirilor. Ea trebuie protejată de pușcașii marini care au ordin să o țină în siguranță și de medicul care a salvat-o, ca să poată conduce o rezistență împotriva vampirilor care transformă oamenii din lume. În cel de-al doilea sezon, ea călătorește spre est către un paradis sigur din Colorado și o găsește pe sora ei de mult timp pierdută, Scarlett, care a fost instruită să omoare vampiri de la naștere. În cel de-al treilea sezon, Vanessa și Scarlett încep să-i vâneze pe Bătrâni, vampirii originali, pentru a-i învinge pentru totdeauna.

## Distribuție

### Personaje principale
- Kelly Overton - Vanessa Van Helsing[7]
- Jonathan Scarfe - Axel
- Christopher Heyerdahl - Sam
- David Cubitt -  John
- Vincent Gale - Flesh
- Rukiya Bernard -  Doc
- Trezzo Mahoro - Mohamad
- Laura Mennell - Rebecca
- Paul Johansson - Dmitri
- Aleks Paunovic - Julius
- Hilary Jardine - Susan
- Missy Peregrym - Scarlett Van Helsing (anterior Scarlett Harker)[8][9] (din sezonul 2).

## Episoade

### Prezentare generală
| Sezonul | Sezonul | Episoade | Episoade | Premiera TV        | Premiera TV       |
| Sezonul | Sezonul | Episoade | Episoade | Prima transmisie   | Ultima transmisie |
| ------- | ------- | -------- | -------- | ------------------ | ----------------- |
|         | 1       | 13       | 13       | 31 iulie 2016      | 9 decembrie 2016  |
|         | 2       | 13       | 13       | 5 octombrie 2017   | 4 ianuarie 2018   |
|         | 3       | 13       | 13       | 5 octombrie 2018   | 28 decembrie 2018 |
|         | 4       | 13       | 13       | 27 septembrie 2019 | 20 decembrie 2019 |
|         | 5       | 13       | 13       | 16 aprilie 2021    | 25 iunie 2021     |

### Sezonul 1 (2016)
| Nr. în serial | Nr. în sezon | Titlu             | Regizat de      | Scris de                                   | Data difuzării     | U.S. telespectatori (milioane) |
| --- | ------------ | ----------------- | --------------- | ------------------------------------------ | ------------------ | ------------------------------ |
| 1 | 1            | „Help Me”         | Michael Nankin  | Neil LaBute                                | 31 iulie 2016      | 1.24                           |
| Corpul unei femei (Vanessa) se află într-o cameră de spital. Trei vampiri se reped asupra ei și unul o mușcă de gât. Ea se trezește și omoară pe ceilalți doi. Cel care a mușcat-o scuipă sânge și se prăbușește. Mai devreme, în aceea zi, Axel o hrănea pe Doc cu sângele lui. Ea a fost închisă într-o cușcă de Axel pentru că a fost transformată într-un vampir. Axel se oprește din a o hrăni deoarece cineva se află la ușa din față a spitalului în care sunt baricadați. Este Ted, unul dintre colegii săi, pușcaș marin, care a fost afară timp de șase luni și care acum a revenit cu mai mulți refugiați pe care i-a salvat din apocalipsa vampirilor (Sam, Mahomad, John și alți doi). Ei au fost atacați de un grup de vampiri care a trecut prin apărarea lor. După ce s-a trezit după trei ani și nu știe nimic despre apocalipsă, Vanessa vrea să plece și Ted promite s-o ajute. Încearcă să se furișeze, dar Axel îi oprește și Vanessa se strecoară pe acoperiș, urmărită de Ted. Ted a făcut o înțelegere cu vampirul Iulius ca să i-o dea pe Vanessa. Începe o luptă pe acoperiș, în timpul căreia Vanessa îl ucide pe Ted cu cuțitul pe care acesta i l-a înfipt în mână. Când îl scoate, mâna se vindecă. Mai târziu în acea seară, Flesh, vampirul care a mușcat-o pe Vanessa, iese din puțul unde aruncau deșeurile și este dezvăluit că a fost transformat la loc în om.                                                                                           |              |                   |                 |                                            |                    |                                |
| 2 | 2            | „Seen You”        | Michael Nankin  | Simon Barry                                | 23 septembrie 2016 | 0.83                           |
| În ziua începerii apocalipsei, cu trei ani în urmă, Vanessa Seward își dona sângele pentru bani la un spital local. Un vampir a furat sânge din spital, inclusiv cel al Vanessei, pentru a-l duce lui Dmitri și Rebeccăi. Înainte de a ajunge la aceștia, a băut din sângele Vanessei și s-a transformat în om. Se întoarce la cuibul de vampiri cu restul, alertându-l pe Dmitri de existența Vanessei. Dmitri trimite un alt vampir s-o omoare. Între timp, Vanessa o ajută pe Susan, o vecină, după ce aceasta a fost atacată de prietenul ei. Mai târziu, sărbătorind ziua de naștere a fetiței sale, Dylan, Vanessa este atacată de minionul lui Dmitri și este ucisă. Ajunge la morgă, unde Doc constată că starea ei este neobișnuită și o contactează pe sora ei din armată. O echipă de pușcași marini este trimisă să recupereze corpul Vanessei. Afară, cade peste tot cenușa unui supervulcan din Parcul Național Yellowstone și întunecă cerul, permițând vampirilor să iasă nevătămați în razele soarelui. Acest lucru duce la haos în timp ce vampirii transformă oamenii în continuu. Axel și comandantul lui Ted îi ordonă să protejeze trupul Vanessei în timp ce ea merge să ajute pe străzi. Timpul trece și nu se mai întoarce. Ted înnebunește și se hotărăște să încerce să se întoarcă la bază cu ceilalți pușcași marini, părăsindu-i pe Axel și Doc. Doc este mușcată în timp ce încearcă să închidă ușa spitalului. Axel o închide într-o cușcă, în loc s-o ucidă. |              |                   |                 |                                            |                    |                                |
| 3 | 3            | „Stay Inside”     | Michael Nankin  | Jackie May                                 | 30 septembrie 2016 | 0.66                           |
| 4 | 4            | „Coming Back”     | David J. Frazee | Jonathan Walker                            | 7 octombrie 2016   | 0.62                           |
| 5 | 5            | „Fear Her”        | David J. Frazee | Jeremy Smith & Matt Venables               | 14 octombrie 2016  | 0.61                           |
| 6 | 6            | „Nothing Matters” | Amanda Tapping  | Neil LaBute                                | 21 octombrie 2016  | 0.64                           |
| 7 | 7            | „For Me”          | Amanda Tapping  | Simon Barry                                | 28 octombrie 2016  | 0.53                           |
| 8 | 8            | „Little Thing”    | Jason Priestley | Neil LaBute                                | 4 noiembrie 2016   | 0.61                           |
| 9 | 9            | „Help Out”        | Jason Priestley | Jackie May                                 | 11 noiembrie 2016  | 0.68                           |
| 10 | 10           | „Stay Away”       | Simon Barry     | Jonathan Walker                            | 18 noiembrie 2016  | 0.60                           |
| 11 | 11           | „Last Time”       | Simon Barry     | Simon Barry                                | 25 noiembrie 2016  | 0.65                           |
| 12 | 12           | „He's Coming”     | Amanda Tapping  | Shevon Singh, Jeremy Smith & Matt Venables | 2 decembrie 2016   | 0.50                           |
| 13 | 13           | „It Begins”       | Amanda Tapping  | Neil LaBute                                | 9 decembrie 2016   | 0.56                           |

1. ↑  Episodul pilot al seriei Van Helsing, "Help Me", a fost difuzat ca o "previzualizare" specială pe 31 iulie 2016, cu aproape două luni înainte de premiera oficială la 23 septembrie 2016.[13]

### Sezonul 2 (2017–18)
| Nr. în serial | Nr. în sezon | Titlu                | Regizat de      | Scris de                                                 | Data difuzării    | U.S. telespectatori (milioane) |
| ------------- | ------------ | -------------------- | --------------- | -------------------------------------------------------- | ----------------- | ------------------------------ |
| 14            | 1            | „Began Again”        | Michael Nankin  | Neil LaBute                                              | 5 octombrie 2017  | 0.46                           |
| 15            | 2            | „In Redemption”      | Michael Nankin  | Jonathan Lloyd Walker                                    | 12 octombrie 2017 | 0.45                           |
| 16            | 3            | „Love Bites”         | Michael Nankin  | Jackie May                                               | 19 octombrie 2017 | 0.49                           |
| 17            | 4            | „A Home”             | Jason Stone     | Jeremy Smith & Matt Venables                             | 26 octombrie 2017 | 0.46                           |
| 18            | 5            | „Save Yourself”      | Jason Stone     | Neil LaBute                                              | 2 noiembrie 2017  | 0.37                           |
| 19            | 6            | „Veritas Vincit”     | Kaare Andrews   | Jonathan Lloyd Walker                                    | 9 noiembrie 2017  | 0.30                           |
| 20            | 7            | „Everything Changes” | Kaare Andrews   | Jeremy Smith & Matt Venables                             | 16 noiembrie 2017 | 0.35                           |
| 21            | 8            | „Big Mama”           | David Winning   | Neil LaBute                                              | 30 noiembrie 2017 | 0.34                           |
| 22            | 9            | „Wakey, Wakey”       | David Winning   | Jeremy Smith & Matt Venables                             | 7 decembrie 2017  | 0.49                           |
| 23            | 10           | „Base Pair”          | Paul Johansson  | Jackie May & Michael C. Natchoff Scenariu de: Jackie May | 14 decembrie 2017 | 0.36                           |
| 24            | 11           | „Be True”            | Jonathan Scarfe | Jackie May                                               | 21 decembrie 2017 | 0.49                           |
| 25            | 12           | „Crooked Falls”      | Paul Johansson  | Jonathan Lloyd Walker                                    | 28 decembrie 2017 | 0.55                           |
| 26            | 13           | „Black Days”         | Jonathan Scarfe | Neil LaBute                                              | 4 ianuarie 2018   | 0.48                           |

### Sezonul 3 (2018)
| Nr. în serial | Nr. în sezon | Titlu            | Regizat de      | Scris de                     | Data difuzării    | U.S. telespectatori (milioane) |
| ------------- | ------------ | ---------------- | --------------- | ---------------------------- | ----------------- | ------------------------------ |
| 27            | 1            | „Fresh Tendrils” | Jonathan Scarfe | Neil LaBute                  | 5 octombrie 2018  | 0.39                           |
| 28            | 2            | „Super Unknown”  | Jonathan Scarfe | Neil LaBute                  | 12 octombrie 2018 | 0.48                           |
| 29            | 3            | „I Awake”        | Michael Nankin  | Jonathan Lloyd Walker        | 19 octombrie 2018 | 0.39                           |
| 30            | 4            | „Rusty Cage”     | Michael Nankin  | Jackie May                   | 26 octombrie 2018 | 0.42                           |
| 31            | 5            | „Pretty Noose”   | Jason Priestley | Jeremy Smith & Matt Venables | 2 noiembrie 2018  | 0.46                           |
| 32            | 6            | „Like Suicide”   | Jason Priestley | Jeremy Smith & Matt Venables | 9 noiembrie 2018  | 0.42                           |
| 33            | 7            | „Hunted Down”    | Leslie Hope     | Neil LaBute                  | 16 noiembrie 2018 | 0.36                           |
| 34            | 8            | „Crooked Steps”  | Jonathan Scarfe | Neil LaBute                  | 23 noiembrie 2018 | 0.35                           |
| 35            | 9            | „Loud Love”      | David Winning   | Jeremy Smith & Matt Venables | 30 noiembrie 2018 | 0.32                           |
| 36            | 10           | „Outside World”  | Jackie May      | Jackie May                   | 7 decembrie 2018  | 0.38                           |
| 37            | 11           | „Been Away”      | Jacquie Gould   | Jackie May                   | 14 decembrie 2018 | 0.34                           |
| 38            | 12           | „Christ Pose”    | Leslie Hope     | Jonathan Lloyd Walker        | 21 decembrie 2018 | 0.32                           |
| 39            | 13           | „Birth Ritual”   | David Winning   | Jonathan Lloyd Walker        | 28 decembrie 2018 | 0.38                           |

### Sezonul 4 (2019)
| Nr. în serial | Nr. în sezon | Titlu              | Regizat de         | Scris de                                                                             | Data difuzării     | U.S. telespectatori (milioane) |
| ------------- | ------------ | ------------------ | ------------------ | ------------------------------------------------------------------------------------ | ------------------ | ------------------------------ |
| 40            | 1            | „Dark Destiny”     | David Winning      | Jonathan Lloyd Walker                                                                | 27 septembrie 2019 | 0.36                           |
| 41            | 2            | „Dark Ties”        | David Winning      | Neil LaBute                                                                          | 4 octombrie 2019   | 0.30                           |
| 42            | 3            | „Love Les”         | Jacquie Gould      | Jackie May                                                                           | 11 octombrie 2019  | 0.39                           |
| 43            | 4            | „Broken Promises”  | Jonathan Scarfe    | Jeremy Smith & Matt Venables                                                         | 18 octombrie 2019  | 0.26                           |
| 44            | 5            | „Liberty or Death” | Jacquie Gould      | Jackie May                                                                           | 25 octombrie 2019  | 0.34                           |
| 45            | 6            | „Miles And Miles”  | Kimani Ray Smit    | Jackie May                                                                           | 1 noiembrie 2019   | 0.35                           |
| 46            | 7            | „Metamorphosis”    | Jonathan Scarfe    | Neil LaBute                                                                          | 8 noiembrie 2019   | 0.33                           |
| 47            | 8            | „The Prism”        | Alexandra La Roche | Jonathan Lloyd Walke                                                                 | 15 noiembrie 2019  | 0.32                           |
| 48            | 9            | „No 'I' In Team”   | Michael Nankin     | Jeremy Smith & Matt Venables                                                         | 22 noiembrie 2019  | 0.25                           |
| 49            | 10           | „Together Forever” | Alexandra La Roche | Jeremy Smith & Matt Venables                                                         | 29 noiembrie 2019  | 0.23                           |
| 50            | 11           | „All Apologies”    | Lynne Stopkewich   | Neil LaBute                                                                          | 6 decembrie 2019   | 0.27                           |
| 51            | 12           | „Three Pages”      | Shannon Kohli      | Jonathan Lloyd Walker & Gorrman Lee                                                  | 13 decembrie 2019  | 0.21                           |
| 52            | 13           | „The Beholder”     | Shannon Kohli      | Poveste de: Jonathan Lloyd Walker & SJ Trohimchuk Scenariu de: Jonathan Lloyd Walker | 20 decembrie 2019  | 0.34                           |

### Sezonul 5 (2021)
| Nr. în serial | Nr. în sezon | Titlu                | Regizat de         | Scris de                                                         | Data difuzării  | U.S. telespectatori (milioane) |
| ------------- | ------------ | -------------------- | ------------------ | ---------------------------------------------------------------- | --------------- | ------------------------------ |
| 53            | 1            | „Past Tense”         | Jonathan Scarfe    | Jonathan Lloyd Walker                                            | 16 aprilie 2021 | 0.30                           |
| 54            | 2            | „Old Friends”        | Jonathan Scarfe    | Jackie May                                                       | 23 aprilie 2021 | 0.20                           |
| 55            | 3            | „Lumina Intunecata”  | Jonathan Scarfe    | Jonathan Lloyd Walker                                            | 30 aprilie 2021 | 0.23                           |
| 56            | 4            | „State of the Union” | Leslie Hope        | Jeremy Smith & Matt Venables                                     | 7 mai 2021      | 0.27                           |
| 57            | 5            | „Sisterhunt”         | Kimani Ray Smith   | Waneta Storms                                                    | 14 mai 2021     |                                |
| 58            | 6            | „Carpe Noctis”       | Jonathan Scarfe    | Poveste de: Gorrman Lee & SJ Trohimchuk Scenariu de: Gorrman Lee | 21 mai 2021     |                                |
| 59            | 7            | „Graveyard Smash”    | Leslie Hope        | Jeremy Smith & Matt Venables                                     | 28 mai 2021     |                                |
| 60            | 8            | „Deep Trouble”       | Jacquie Gould      | Jeremy Smith & Matt Venables                                     | 4 iunie 2021    | 0.23                           |
| 61            | 9            | „The Doorway”        | Alexandra La Roche | Neil LaBute                                                      | 11 iunie 2021   | 0.14                           |
| 62            | 10           | „E Pluribus Unum”    | Jacquie Gould      | Jonathan Lloyd Walker                                            | 18 iunie 2021   |                                |
| 63            | 11           | „Undercover Mother”  | Jacquie Gould      | Jackie May                                                       | 18 iunie 2021   |                                |
| 64            | 12           | „The Voices”         | Alexandra La Roche | Jackie May                                                       | 18 iunie 2021   | 0.24                           |
| 65            | 13           | „Novissima Solis”    | Michael Nankin     | Jonathan Lloyd Walker                                            | 25 iunie 2021   | 0.15                           |

## Legături externe
- Site web oficial
- Van Helsing (serial) la epguides.com
- Van Helsing on Netflix
- Van Helsing Arhivat în 17 octombrie 2016, la Wayback Machine. at Garn's Guides
- Van Helsing la Internet Movie Database

## Vezi și
- Dracula
- Van Helsing (film)